# Diplobatis colombiensis
Diplobatis colombiensis är en rockeart som beskrevs av Fechhelm och McEachran 1984. Diplobatis colombiensis ingår i släktet Diplobatis och familjen Narcinidae. IUCN kategoriserar arten globalt som sårbar. Inga underarter finns listade i Catalogue of Life.